# ヒゲのOL薮内笹子
『ヒゲのOL薮内笹子』（ヒゲのオーエルやぶうちささこ）は、しりあがり寿による日本の漫画作品。ショートギャグ漫画。1986年、『乙女クラブ増刊黄金王』に初掲載され、複数誌に掲載された後1996年に最初の単行本が出版される。1998年から2001年まで『まんがくらぶ』（竹書房）において連載、さらに続編が2002年から2004年まで『コミックビーム』（エンターブレイン）において連載された。2009年、単行本を再構成の上、未発表作品を追加して文庫化された。

## 概要
真実の愛を見つけるまでヒゲを剃らないことを決めたOL薮内笹子が真実の愛を呼び起こしてくれる異性を探す「大河爆笑ギャグロマン」。後半は、短期連載された『ジュリアナ親父』。
掲載当時は「知る人ぞ知る」程度のギャグ漫画であったが、1997年11月5日にテレビ朝日で放送された『パパパパパフィー』で、ゲストのトータス松本がPUFFYに紹介した所3人とも大爆笑。放送後テレビ朝日に当作品に対する問い合わせが殺到し急遽十数万部が増刷され、その後続編が続々と発売された。

## あらすじ
OL薮内笹子は、少女時代に実の父親に犯されそうになったことで男性不信に陥り以降笹子は真実の愛を見つけるまでヒゲを生やす。数年後のある日、男女が絡む石像が爆発する連続爆破事件が発生。警察は、現場にいた笹子に目をつけるが、なかなか尻尾を現しそうにない。その夜、チンピラに絡まれ、ヒゲを剃られそうになった所を情夫の「歌舞伎町の狸親父」（たぬきの皮を被った親父）に助けられ、親父の「動かないSEX」が処女膜を突き抜け、真実の愛が見えそうになった笹子だが……。

## 単行本
- ヒゲのOL藪内笹子 -しりあがり寿傑作集2- 竹書房〈バンブーコミックス〉1996年3月初版発行、ISBN 4-8124-5034-9
- 続ヒゲのOL藪内笹子 竹書房〈バンブーコミックス〉1998年12月初版発行、ISBN 4-8124-5270-8
- 続ヒゲのOL藪内笹子2 竹書房〈バンブーコミックス〉2000年6月初版発行、ISBN 4-8124-5397-6
- 真・ヒゲのOL藪内笹子1 エンターブレイン〈ビームコミックス〉2003年4月初版発行、ISBN 4-7577-1176-X
- 真・ヒゲのOL藪内笹子2 エンターブレイン〈ビームコミックス〉2003年8月初版発行、ISBN 4-7577-1523-4
- 真・ヒゲのOL藪内笹子3 エンターブレイン〈ビームコミックス〉2004年3月初版発行、ISBN 4-7577-1773-3
- ヒゲのOL薮内笹子 完全版 春 エンターブレイン〈BEAM COMIX文庫〉2009年2月6日初版発行、ISBN 978-4-7577-4524-7
- ヒゲのOL薮内笹子 完全版 夏 エンターブレイン〈BEAM COMIX文庫〉2009年2月6日初版発行、ISBN 978-4-7577-4656-5
- ヒゲのOL薮内笹子 完全版 秋 エンターブレイン〈BEAM COMIX文庫〉2009年4月2日初版発行、ISBN 978-4-7577-4756-2
- ヒゲのOL薮内笹子 完全版 冬 エンターブレイン〈BEAM COMIX文庫〉2009年4月2日初版発行、ISBN 978-4-7577-4757-9